# Elise (navire)
Pour les articles homonymes, voir Élise.
Elise est un yacht traditionnel de 22 mètres, dessiné et construit par l'architecte écossais William Fife en 1911-1912.

## Histoire
Ce yacht est aussi appelé Elise of London. Son premier port d'attache fut Salcombe, à l'est de Plymouth.
En mauvais état, elle a subi une restauration en 1992, puis en 1997.
En 2008, elle participe à Brest 2008.
En octobre 2008, alors qu'Elise été basée à Port-Rhu (Douarnenez), ses propriétaires l'ont retrouvé à moitié coulée, amarrée au ponton. En 2010, elle a été transportée sur une remorque jusqu'à Gloucester pour être remise en état ,. Les travaux doivent durer plusieurs années.